# Plumipalpia plumigera
Plumipalpia plumigera är en fjärilsart som beskrevs av Swinhoe. Plumipalpia plumigera ingår i släktet Plumipalpia och familjen nattflyn. Inga underarter finns listade i Catalogue of Life.